# .mg
.mg es el dominio de nivel superior geográfico (ccTLD) para Madagascar.